# Klosterbauerschaft
Klosterbauerschaft ist ein etwa 2500 Einwohner zählender Ortsteil der im Nordosten Nordrhein-Westfalens gelegenen ostwestfälischen Gemeinde Kirchlengern im Kreis Herford.
Die Bebauung in Klosterbauerschaft nimmt vom gering besiedelten Westen (Lange Wand) zum Osten hin zu und geht fast übergangslos in den benachbarten Ort Stift Quernheim über.

## Religion
Die meisten Einwohner sind evangelisch.

### Religiöse Einrichtungen
- Evangelisch-lutherische Kirchengemeinde im nahegelegenen Stift Quernheim
- Römisch-katholische Gemeinde ist die zum Pastoralverbund Bünder-Land gehörende Gemeinde St. Canisius und St. Xaverius im benachbarten Stift Quernheim
- Buddhistischer Tempel in der Klosterbauerschafter Straße

## Klima
Das vorherrschende Klima ist das atlantische Seeklima. Klimadaten im langjährigen Mittel (1971–2000) für das etwa 15 km Luftentfernung entfernte Herford zeigt nachstehende Tabelle.
| Monat              | Jan | Feb | Mär | Apr | Mai  | Jun  | Jul  | Aug  | Sep  | Okt | Nov | Dez | Jahr |
| Temperatur in °C   | 1,8 | 2,2 | 5,3 | 8,4 | 13,0 | 15,6 | 17,7 | 17,4 | 13,8 | 9,8 | 5,4 | 3,1 | 9,5  |
| Niederschlag in mm | 72  | 49  | 65  | 53  | 65   | 82   | 69   | 71   | 73   | 61  | 64  | 80  | 804  |

Im langjährigen Mittel (1961–1990) hatte die Region durchschnittlich 1497 Sonnenstunden pro Jahr (Beobachtungsstation: Herford).
Siehe auch: Klima in Ostwestfalen-Lippe

## Sport
Klosterbauerschaft verfügt über einen Fußballverein, den VfL Klosterbauerschaft. Es gibt zwei Fußballfelder, den Ascheplatz und einen Naturrasenplatz.

## Geschichte
Bis zur Franzosenzeit gehörte der Ort zur Vogtei Quernheim im Amt Reineberg des Fürstentums Minden. Von 1807 bis 1810 gehörte Klosterbauerschaft zum napoleonischen Satellitenstaat Königreich Westphalen, in dem der Ort zum Kanton Reineberg gehörte. Von 1811 bis 1813 gehörte der Ort unmittelbar zu Frankreich und war dort Sitz einer Mairie im Arrondissement Minden des Departements der Oberen Ems. 1816 kam der Ort zum Kreis Bünde und seit 1832 gehörte er zum Kreis Herford. Dort bildete Klosterbauerschaft bis 1919 eine Gemeinde im Amt Mennighüffen und anschließend bis 1969 im Amt Kirchlengern. Klosterbauerschaft wurde im Rahmen der kommunalen Gebietsreform zum 1. Januar 1969 mit weiteren Gemeinden zur neuen Gemeinde Kirchlengern zusammengeschlossen.

## Soziale Einrichtungen
Schulen:
- Albert-Schweitzer-Schule (ehemalig)
- Volksschule Klosterbauerschaft (ehemalig)
- Grundschule Klosterbauerschaft (ehemalig)

Kindergärten:
- evangelischer Kindergarten Klosterbauerschaft

Seniorenwohnheime:
- Seniorenresidenz der Seniorenwohnpark Weser GmbH

## Industrie
Wohnbebauung überwiegt in Klosterbauerschaft. Kleinere Unternehmen der möbel- und papierverarbeitenden Industrie befinden sich inmitten der Ortschaft. Weitere Unternehmen der Automobilbranche sind in Klosterbauerschaft ansässig, dominieren es aber nicht. Die Landwirtschaft nahm seit den Nachkriegsjahren stark ab.

## Geographische Lage
Klosterbauerschaft liegt im Nordwesten von Kirchlengern und gehört zum Landkreis Herford. Im Südosten grenzt Klosterbauerschaft an Quernheim (Kirchlengern). Im Süden grenzt es an Randringhausen, das zu Bünde gehört. Westliche Nachbarn sind Dünne und im Norden grenzt es an Oberbauerschaft, das zum Kreis Minden-Lübbecke gehört. Im Osten grenzt die Ortschaft an Stift Quernheim und Rehmerloh.
Großstädte in der weiteren Umgebung sind Bielefeld in ungefähr 25 Kilometern Entfernung und Osnabrück in circa 40 Kilometern Entfernung.